# Casa Înțelepciunii
Casa Înțelepciunii (arabă:: بيت الحكمة‎‎; Bayt al-Hikma, engleză: House of Wisdom, franceză: Maison de la Sagesse) a fost întemeiată în secolul al IX-lea la Bagdad, sub patronajul califului abbasid Al-Ma’mun, fiul lui Harun al-Rashid. A constat dintr-o bibliotecă și un centru de traduceri care au adus împreună artiști, înțelepți și artiști ai vremii din toate colțurile imperiului.

## Contextul socio-politic al epocii
Califul Al-Ma’mun a fost cel de-al șaptelea calif abbasid, domnia sa întinzându-se pe o perioadă de două decenii, din 813 până în 833. Secolul IX este supranumit “Secolul de aur al Islamului”, grație stabilității, dezvoltării și avântului economic, cultural și științific cunoscute după cristalizarea noului califat și mutarea capitalei acestuia într-un alt spațiu iubitor de știință, arte și frumos, spațiul din imediata apropiere a imperiului persan. Orașul Bagdad a fost construit de califul Al-Mansur în anul 762, stilul său arhitectural fiind adoptat și replicat în alte părți ale imperiului, așezările de tip urban împânzindu-se cu repeziciune. Această tradiție a fost preluată din cele două vechi imperii proaspăt cucerite, imperiul bizantin și cel persan.În anul 819, după ani de conflicte cu fratele său Amin și unchiul său Ibrahim, ce aveau pretenții la tron, Al-Ma’mun își face intrarea în Bagdad, oraș care deja trecuse de la glorie la decadență, dând un avânt vieții sociale, culturale și economice a acestuia. Bagdadul a redevenit prosper, fiind atât o piață de desfacere cât și un centru din care plecau mărfuri prețioase spre celelalte centre importante ale lumii arabo-islamice și nu numai. Istoricii vorbesc despre schimburi de daruri și soli între Harun al Rashid și Carol cel Mare și împăratul chinez. Deși o clasă socială aparte era cea a negustorilor, în timpul lui Al-Ma’mun de o mare apreciere au început să se bucure cei învățați, prestigiul de care se bucură acest secol datorându-i-se și efervescenței intelectuale manifestate în epocă.

## Traducerile
Nu doar modelele de guvernare bizantin și persan au fost preluate de arabi de la populațiile cucerite, ci și aparatul administrativ, în acesta fiind inclus și personalul uman ce deservea autoritatea din stat. Traducerile manuscriselor grecești sau ale textelor vechi indiene parvenite prin persană erau rare și ocazionale, neexistând o tradiție în acest sens. Traducătorii erau, de obicei, evrei sau creștini sau proveneau din rândurile noilor convertiți la islam. Creștinii nestorieni au tradus inițial manuscrisele grecești în aramaică iar mai apoi în arabă, astfel încât eleau putut fi accesate de toți consumatorii arabizați de știință, cultură și literatură din Bagdadul acelor vremuri. Lucrările ce au constituit în mare parte obiectul de lucru al traducătorilor au fost tratatele de medicină ale lui Galenus și ale lui Paul de Aegina, filosofia lui Aristotel, Platon și a neoplatonicienilor, științele complementare reprezentate de Euclid și Ptolemeu, matematica grecească și astronomia. Operele beletristice grecești nu au stârnit interesul traducătorilor sau a celor ce le finanțau activitatea, astfel că ele au rămas necunoscute arabilor, mai mult interes fiind manifestat față de literatura persană.

## Ḥunayn ibn-Isḥaq
Unul dintre cei mai importanți cărturari ai vremii a fost Ḥunayn ibn-Isḥaq care în urma abandonării studierii medicinei, ca urmare a unei ofense din partea maestrului său, a decis să învețe limba greacă. La conducerea bibliotecii-academii a fost numit de însuși calilful Al-Mansur.El fusese instruit în zonele elenofone pe care le vizitase, fiind trimis să caute diverse manuscrise, astfel că a inițiat o serie de traduceri alături de fiul și nepotul său. Eforturile acestora de traducere erau atât de valoroase încât califul le plătea în aur echivalentul cărților traduse.Acesta a fost și medicul personal al califului Al-Mutawakkil, pentru erudiția și setea sa de cunoaștere fiind supranumit de arabi "șeicul traducătorilor", "un izvor nesecat de știință și virtute" de către Ibn-al-'Ibri și Al-Qifṭi, iar de Leclerc drept "cea mai mare personalitate a secolului al IX-lea" sau "une des plus belles intelligences et un des plus beaux caractères que l'on rencontre dans l'histoire". 

## Ṯābit ibn- Qurra
În domeniul traducerilor au excelat și sabeenii, cultul adorării stelelor favorizând și încurajând studierea matematicii și a astronomiei.Ṯābit și discipolii săi din Harran sunt cunoscuți drept creatori ai unei școli de medicină și astronomie, situată la Antiohia, în timpul califului Al-Mutawakkil. Lor li se atribuie traducerea lucrărilor de matematică și astronomie din greacă precum și revizuirea traducerilor anterioare realizate de H. Activitatea de traducător a lui Ṯābit a fost continuată de fiul, nepoții și strănepotul său, toți fiind reputați cărturari și traducători ai vremii. O altă personalitate sabeeană a fost Al-Battani care s-a remarcat grație lucrărilor proprii de astronomie

## Moștenirea culturală
Mișcarea masivă de traducere ce a caracterizat secolul IX al islamului a reprezentat o îmbogățire prin analizare, filtrare și asimilare a științelor și cunoștințelor indienilor, iranienilor, grecilor, vechilor egipteni, fenicienilor, caldeenilor, asirienilor și babilonienilor de către arabi. Sedentarizarea și stabilizarea noilor centre ale lumii islamice a favorizat interesul pentru știință, astfel că, după ce în fazele incipiente ale califatului arabo-islamic accentul a fost pus pe răspândirea preceptelor islamului pe baza analizării textelor sacre și a limbii arabe, acesta a fost deplasat spre științe.  Se spune că profetul a încurajat studiul, unii dintre apropiații săi învățând limbile ebraică și siriacă și citind scripturile anterioare în limbile în care acestea au fost notate. Spre exemplu, prizonierii bătăliei de la Badr ce nu își permiteau plata răscumpărării puteau să se elibereze alfabetizând zece copii din Medina. Calitățile unui om admirabil de dinainte de islam erau să știe să citească și să scrie, să tragă cu arcul și să înoate. Apariția noii religii în spațiul arab a făcut ca studierea anumitor discipline să fie necesară pentru buna urmare a acesteia. Astfel, pentru a se determina timpul și direcția rugăciunii dar și perioada de post a fost încurajată studierea astronomiei, pentru determinarea procentului din venituri din care se constituia dania studierea matematici șamd. Medicina tradițională ce nu implica chirurgia a fost și ea încurajată pentru o cât mai bună îngrijire a corpului.